# Schweizer Parlamentswahlen 1925/Resultate Nationalratswahlen
Die Nationalratswahlen der 27. Legislaturperiode fanden am 25. Oktober 1925 statt. Auf dieser Seite findet sich eine Übersicht über die Resultate in den Kantonen (Parteien, Stimmen, Wähleranteil, Sitze, Gewählte).